# Instituto para el Estudio de los Regímenes Totalitarios
El Instituto para el Estudio de los Regímenes Totalitarios (en checo: Ústav pro studium totalitních režimů, ÚSTR) es una agencia e instituto de investigación del gobierno checo. Fue fundada por el gobierno checo en 2007 y está situado en la calle Siwiecova, Praga-Žižkov (la calle lleva el nombre de Ryszard Siwiec).
Su propósito es recopilar, analizar y hacer accesibles los documentos de los regímenes totalitarios nazi y comunista. Los archivos también albergan documentos de la ex  policía secreta comunista, el StB o la Seguridad del Estado. El instituto es una organización miembro y fundadora de la Plataforma de la Memoria y la Conciencia Europea y alberga su secretaría.

## Exposiciones
El instituto muestra exposiciones de otros países y ha desarrollado sus propias exposiciones itinerantes. "Praga a través del lente de la policía secreta" se mostró por primera vez en 2009 en la Representación Permanente de la República Checa ante la Unión Europea en Bruselas; fue revisado en la "Harvard Gazette", en la que Mark Kramer, miembro y director del Proyecto de Harvard sobre estudios de la guerra fría comentó sobre la medida en que el régimen comunista monitoreaba a la gente común. "La policía secreta checa hizo todo lo posible para realizar un seguimiento de las personas que eran perfectamente inocuas. No eran terroristas. No eran peligros para el estado".

## Controversias

### Controversia Kundera
En 2008 el Instituto para el Estudio de los Regímenes Totalitarios recibió la atención de los medios cuando un investigador publicó una controvertida afirmación de que el escritor Milan Kundera había sido un informante policial que, en 1950, dio información que condujo al arresto de un invitado en una residencia de estudiantes. El detenido, Miroslav Dvořáček, fue condenado a 22 años de prisión como espía. Cumplió 14 años de su condena, que incluyó trabajos forzados en una mina de uranio.
El Instituto refrendó la autenticidad del informe policial de 1950 en el que se basó el relato, pero indicó que no era posible establecer algunos hechos clave. Kundera negó su participación diciendo: "Me opongo de la manera más enérgica a estas acusaciones, que son puras mentiras".

### Raymond Mawby
En 2012, la BBC informó que uno de sus investigadores, que visitó Praga en relación con un programa sobre un supuesto intento checo de comprometer a Edward Heath, se encontró con un extenso archivo del servicio secreto sobre el diputado conservador Raymond Mawby. Hubo evidencia de que Mawby vendió información a los checos en la década de 1960, aunque como Mawby había fallecido, no fue posible escuchar "su versión" de la historia.

## Directores
- Pavel Žáček (2008–2010)
- Jiří Pernes (2010)
- Zdeněk Hazdra (2010, acting)
- Daniel Herman (2010–2013)
- Pavla Foglová (2013–2014)
- Zdeněk Hazdra(2014– )[8][9]